# B.J. Thompson
Brandon Thompson (England, 23 marzo 1999) è un giocatore di football americano statunitense che milita nel ruolo di defensive end per i Kansas City Chiefs della National Football League (NFL).

## Carriera
Al college Thompson giocò a football a Baylor (2017-2018) e alla Stephen F. Austin State University (2019-2022). Fu scelto nel corso del quinto giro (166º assoluto assoluto) del Draft NFL 2023 dai Kansas City Chiefs. Nella sua prima stagione regolare disputò una sola partita, mettendo a segno due tackle. A fine stagione i Chiefs vinsero il Super Bowl LVIII contro i San Francisco 49ers.

## Palmarès
- Super Bowl : 1

Kansas City Chiefs: LVIII
- National Football Conference Championship: 1

Kansas City Chiefs: 2023